# 海老名市温故館
海老名市温故館（えびなしおんこかん）は、神奈川県海老名市にある海老名市立の郷土資料館である。郷土の歴史に関する文献や土器や資料等を収集し整理と保管をして展示をしている。

## 概要
（特に明記ないものは、海老名市立郷土資料館、海老名市教育委員会、海老名市立郷土資料館条例施行規則を参照）
1階 歴史資料展示
考古・歴史資料〜石器・土器・旧温故館の材料他、先土器時代（旧石器時代）以降の市内の遺跡から発見された、石器・土器の他、国分寺瓦など史跡「相模国分寺関係資料」など貴重な遺物・資料が展示されている。
2階 民俗資料展示
生活関連用具・農耕具・養蚕具・宗教資料等、「衣・食・住」をテーマに明治・大正・昭和にかけて海老名地域で使われていたさまざまな有形資料をわかりやすく展示されている。

### 利用案内
（特に明記ないものは、海老名市立郷土資料館を参照）
- 開館時間：午前9時から午後5時15分（入館は午後4時45分まで）
- 休館日 ： 年末年始（12月29日～1月3日）および臨時休館日
- 利用料 ： 無料

## 沿革

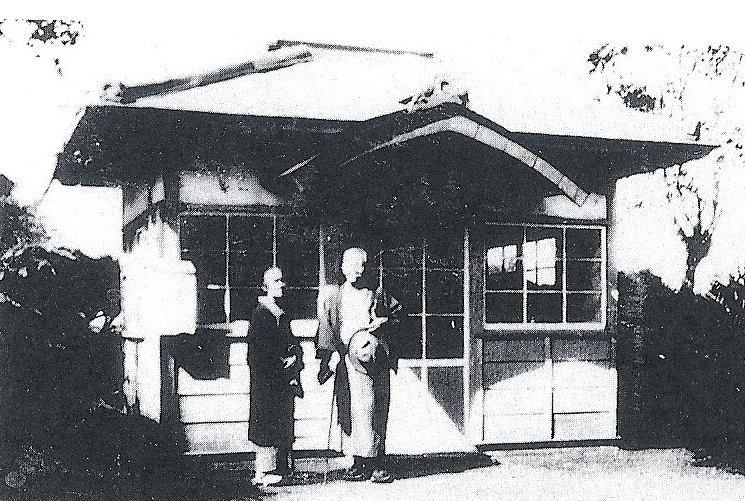
温故館を前に記念撮影に納まる夫婦。昭和初期撮影。

温故館の創設者である中山毎吉（なかやまつねきち）は、1868年（明治元年）に高座郡国分村（現海老名市）に豪農の息子として生まれた。1875年（明治8年）に地元の国分学舎（後に学校と改称される）に入学した。1883年（明治16年）、国分学校を優秀な成績で卒業した中山毎吉は、そのまま小学校の授業助手を行う補助員となった。その後職を転々としながら初等科教員免許取得に努力し、首尾よく免許を所得した中山は1890年（明治23年）に郷里である海老名の小学校に就職し、その後35年間、海老名で教員生活を続けた。
中山が郷里で小学校に就職した前年の1889年（明治22年）、国分村など9か村が合併して海老名村が成立していた。中山は1909年（明治42年）には海老名村立尋常高等海老名小学校（現海老名市立海老名小学校）の校長となっている。尋常高等海老名小学校の校長となる少し前頃から、中山は仕事の余暇に相模国分寺を始めとする海老名の郷土史研究に没頭するようになる。中山は幼少時から見慣れてきた相模国分寺跡の荒廃に心を痛めていたが、1906年（明治39年）、相模国分寺跡の礎石が海老名村在郷軍人会が建立した日露戦争の戦没者忠魂碑として流用されてしまったことに衝撃を受け、遺跡保存の必要性を強く感じるようになった。
また明治末から大正期に入り、日本各地で郷土史に対する関心が高まりつつあった。中山の相模国分寺跡を始めとする郷土研究は、郷土史に関する関心の高まりとともに深化していった。中山の郷土研究の中心は相模国分寺跡の調査研究、保存であり、その活動は次第に周囲の賛同を得て広まっていった。
1912年（大正元年）、東京大学教授の黒板勝美が相模国分寺跡の実地調査を行い、東国有数の遺跡であると高く評価する。その後、歴史地理学会の現地調査が行われるなど、相模国分寺跡の知名度は着実に上がっていった。1918年（大正7年）、海老名村が国分寺史跡の保存についての決議を行い、また神奈川県知事の有吉忠一が視察に訪れ、相模国分寺史跡の重要性を認め、遺跡保存事業の県費補助を約束した。
こうして海老名村では相模国分寺跡の保存事業が大正7年度から三ヶ年計画で実施されることとなった。事業の中には遺物陳列室ないし歴史陳列室の建設が挙げられており、海老名村が購入していた国分寺関連の遺物47点、石器時代の遺物388点、そして大正7年度購入予定の遺物約50点と参考図書などを陳列する資料館の建設が計画された。計画では建物の建坪は6坪、亜鉛板葺き、窓は金銅張のガラス戸、そして板張りないしコンクリート床とされ、建設費は300円とされた。
資料館は中山が校長を務めていた海老名尋常高等小学校の校庭に建設された。実際に建てられたのは当初計画の半分である3坪の建物であったが、建設費は予定の300円を大きく上回る394円あまりとなった。1921年（大正10年）3月に開館した資料館の名前は温故知新から取ったと考えられる温故館となったが、命名者は不明である。温故館の題字は当時の神奈川県知事井上孝哉が揮毫した。また温故館が開館した1921年（大正10年）3月には、相模国分寺跡が国の史跡に指定された
。
初代の温故館は相模国分寺跡の資料など約500点の郷土資料を収蔵しており、尋常高等小学校の授業に用いられるとともに、外部からの見学にも応じていた。しかし1923年（大正12年）9月1日の関東大震災で倒壊してしまう。震災後、倒壊した温故館の部材を利用して再建されたが、1925年（大正14年）、海老名尋常高等小学校の校舎を増築することとなり、それに伴い小学校校庭にあった温故館は海老名村役場敷地内に移築された。
その後、昭和30年代になって役場庁舎を増築することになり、1964年（昭和39年）役場敷地内の温故館は相模国分寺跡の中門跡地付近の国分字宿1932番地に移築された。しかし、役所からやや離れた場所にあるために管理上の問題があり、これまで使用してきた建物が老朽化し、さらに来館者の利便性も悪いことなどから、1970年（昭和45年）に当時の中央公民館の向かいにあたる国分字押堀248番地（現在の中央一丁目18番の西側、ビナウォーク6番館「全国ご当地らーめん処」付近）にプレハブ造りの建物となって移転、翌1971年（昭和46年）7月1日に開館した。
しかし、海老名駅前再開発のため再び移転を余儀なくされたため、1982年（昭和57年）10月、国分字宿1934番地の旧役場庁舎を補修改修し、温故館として使用されることになった。

### 年表
年表形式で歴代の温故館について整理する。本項では移転・移築のたびに“代”をカウントした。
- 1921年（大正10年）3月 - 温故館、海老名村立尋常高等小学校（現在の海老名市立海老名小学校、海老名市国分南三丁目12番3号）の校庭に設置される（初代）。
- 1923年（大正12年）9月1日 - 大正関東地震（関東大震災）により倒壊。
- 1925年（大正14年） - 国分字宿1932番地[16]（現在の国分南一丁目19番南東寄り[17]）の海老名村役場敷地内に移築・開館（2代）。
- 1964年（昭和39年） - 同番地[11]の相模国分寺跡中門跡地付近に移転・開館（3代）。
- 1970年（昭和45年） - 国分字押堀248番地（現在の中央一丁目18番1号 ビナウォーク6番館西側[18]、旧中央公民館向かい）に移転[12]、翌年の1971年7月1日開館[14]（4代）。
- 1982年（昭和57年）10月1日 - 海老名市立郷土資料館条例が施行され、名称が海老名市温故館と定められる。上述の旧海老名村役場の庁舎を改修し、市立の郷土資料館として再開館[19]（5代）。
- 1983年（昭和58年） - 第1回特別展として「養蚕展」が開かれる[12]。
- 1991年（平成3年）2月25日 - 住居表示実施により、所在地が国分南一丁目19番36号となる[15]。
- 2006年（平成18年）9月 - 耐震診断の結果を受けて休館。展示物を海老名市文化会館（上郷476番地2）の展示コーナーへ移す。
- 2008年（平成20年）12月 - 旧村役場の庁舎を移築保存することが決定。
- 2011年（平成23年）3月 - 国分南一丁目6番36号への移築が完了し、翌4月1日に開館（6代、現行）。

## 建物について

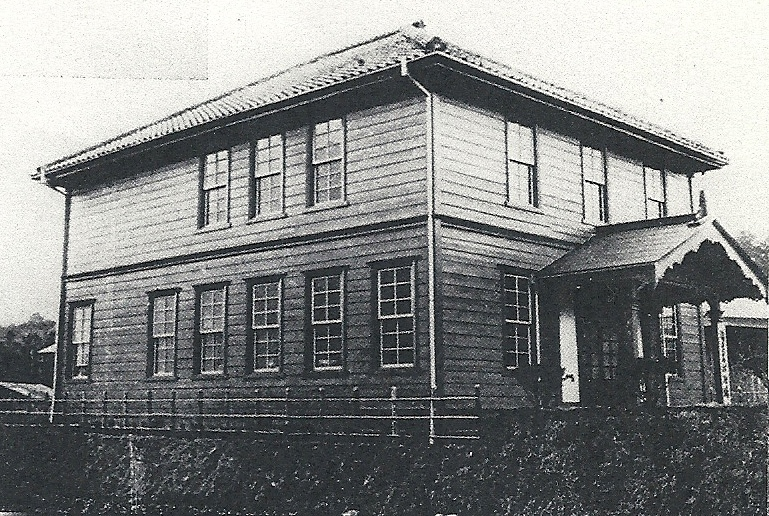
1918年（大正7年）に建設された海老名村役場、大正時代に撮影。

1982年（昭和57年）以降、海老名市温故館として使用されている建物は、1918年（大正7年）4月に海老名村役場として建設された建物である。1889年（明治22年）に発足した海老名村では、1910年（明治43年）の国分大火によって役場が焼失してしまい、相模国分寺の庫裏を仮庁舎としていたが、1916年（大正5年）頃から再建計画が練られ、1918年（大正7年）に竣工した。

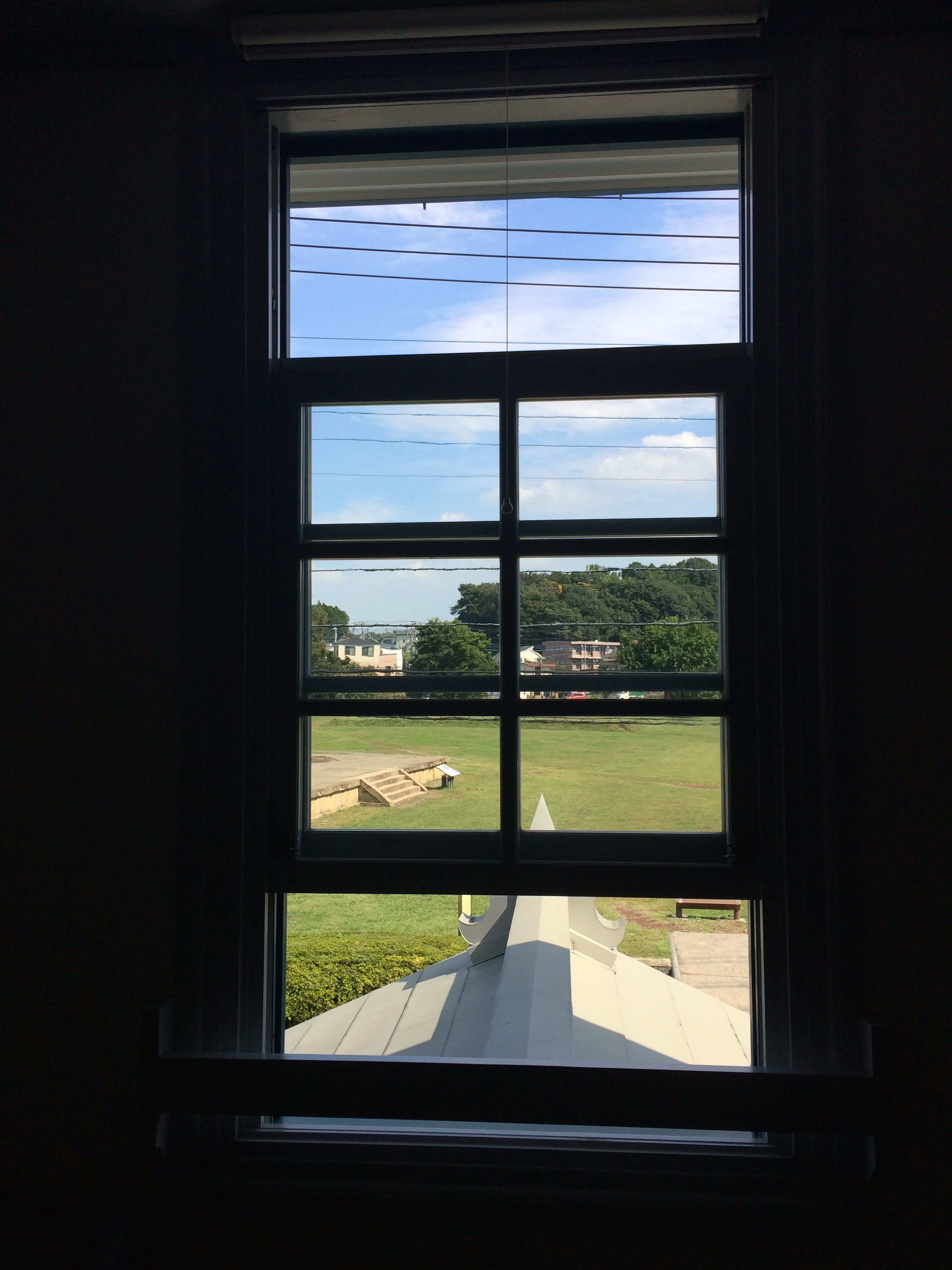
「海老名市温故館」の部屋の“中”から撮影した窓の外の風景

建物は木造二階建て、桟瓦葺きで、外壁はドイツ下見板（箱目地下見）であった。温故館の最大の建築的特徴は正面の玄関ポーチに見られ、バージボードと呼ばれる飾り破風、柱頭飾り、垂れ飾りなどがしつらえられており、装飾は直線的かつシンプルなものとなっている。
このような建築様式は郡役所様式と呼ばれ、明治から大正期の役場などに多く見られるもので、最も多く建設されたのが洋風木造の二階建ての建物であった。海老名村役場は建物の外観は洋風建築であるが、小屋組み、土台などは日本古来の建築方法を採用した和洋折衷の建物であり、海老名村国分の大工、藤井熊太郎によって設計、施工が行われた。海老名村役場は当初、一階は事務所、二階は村議会が使用していたと言われている。
1918年（大正7年）に建設された役場は、1940年（昭和15年）の町制施行を経て1966年（昭和41年）10月まで役場として使用された。この間、1951年（昭和26年）、1957年（昭和32年）の二回、増築工事が行われ、内装についても増築時を含めて数回改装された。
役場が移転した1966年（昭和41年）以降、商工会議所が入居した。しかし建物の老朽化が進んだため、1980年（昭和55年）に商工会議所も移転し、解体が計画された。しかし由緒ある旧役場を保存して欲しいとの声が市民から挙がったため、建物は保存されることとなった。そして旧役場保存決定と同時期に、海老名駅前再開発の影響で海老名駅近くのプレハブ造りの温故館が移転せねばならなくなったため、移転先として旧役場庁舎が充てられることになり、補修改装の上、1982年（昭和57年）10月から温故館として使用されるようになった。

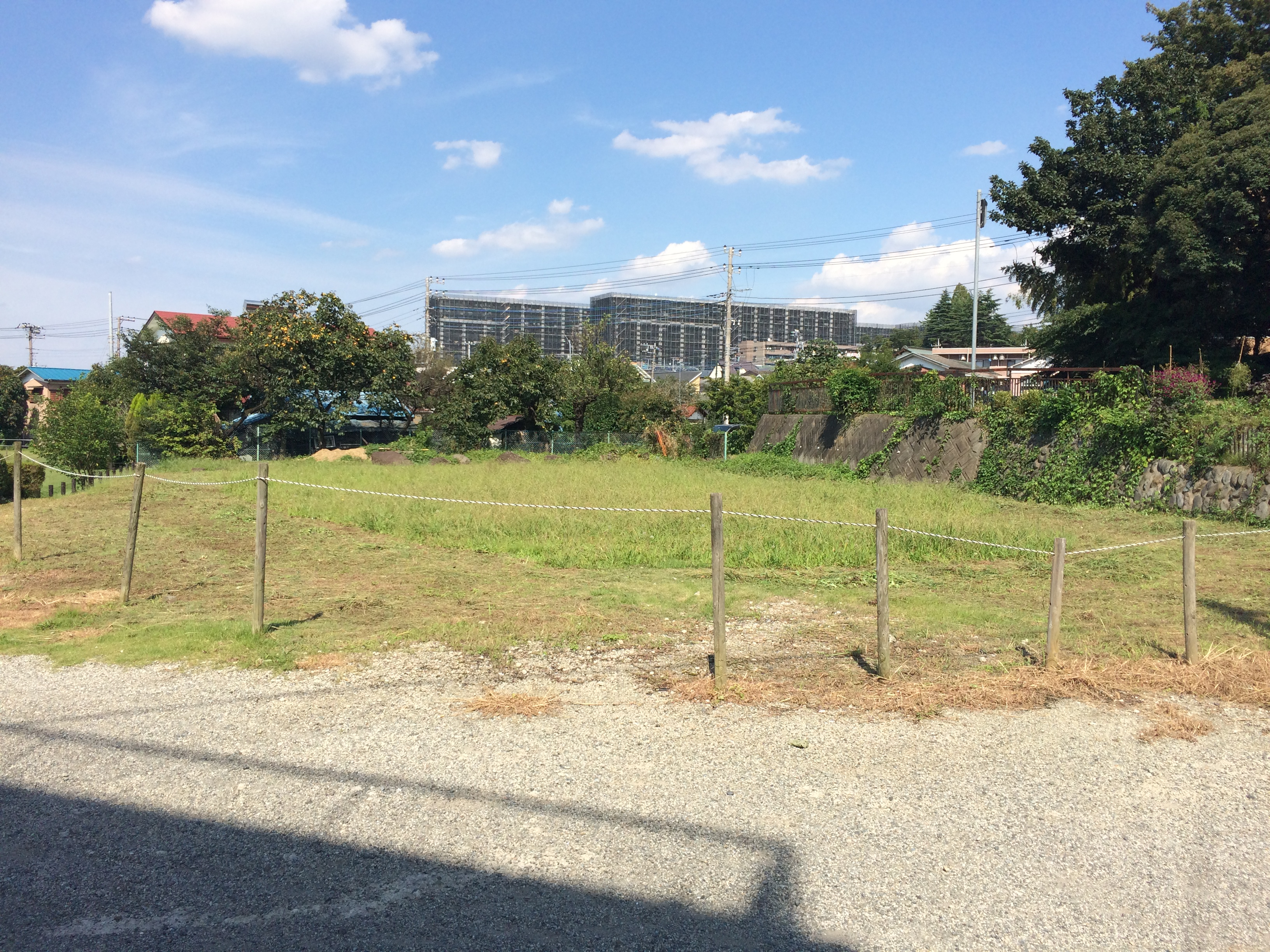
2011年（平成23年）の移転前の「海老名市温故館」跡地

その後は海老名市の郷土資料の資料館として利用され続け、1990年（平成2年）には関東大震災前に建てられた貴重な大正時代の郡役所様式建築として「かながわの建築物100選」に選出された。しかし耐震診断の結果、震度6程度の地震で倒壊する恐れがあるとされたため、2006年（平成18年）9月から休館となり、温故館の展示品は、海老名市文化会館内に設置された海老名市郷土資料展示コーナーに移して展示されることになった。温故館の建物については再び解体、保存についての協議がなされたが、海老名市民による保存運動が行われたことや貴重な近代建築遺構であることが評価され、2008年（平成20年）12月に補修したうえでの移築保存が決定された。2011年（平成23年）3月、現在地の国分南一丁目6番36号に移築が完成し、移築保存成った建物に海老名市郷土資料展示コーナーから展示品が戻され、同年4月、温故館は再開館した。
神奈川県内には、神奈川県庁舎、川崎市役所、旧横須賀市田浦支所など、戦前の地方庁舎建築がいくつか残っているが、中でも温故館は現存する最古の地方庁舎建築である。また、温故館は岩手県の旧紫波郡役所などとともに現存する郡役所様式の建物としても貴重な存在である。

## ギャラリー
収蔵品と展示品を写真で紹介する。

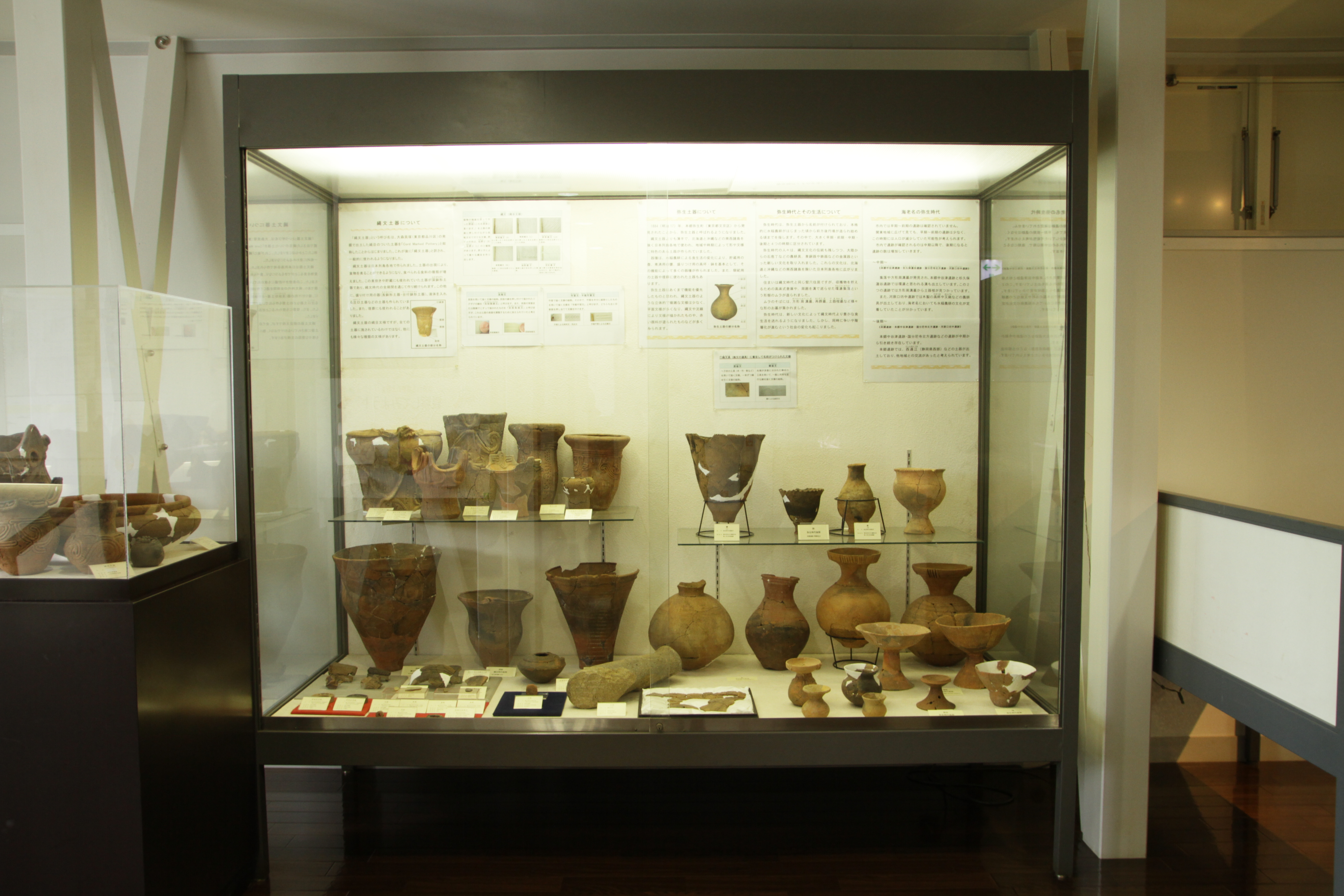
1階展示品 土器1
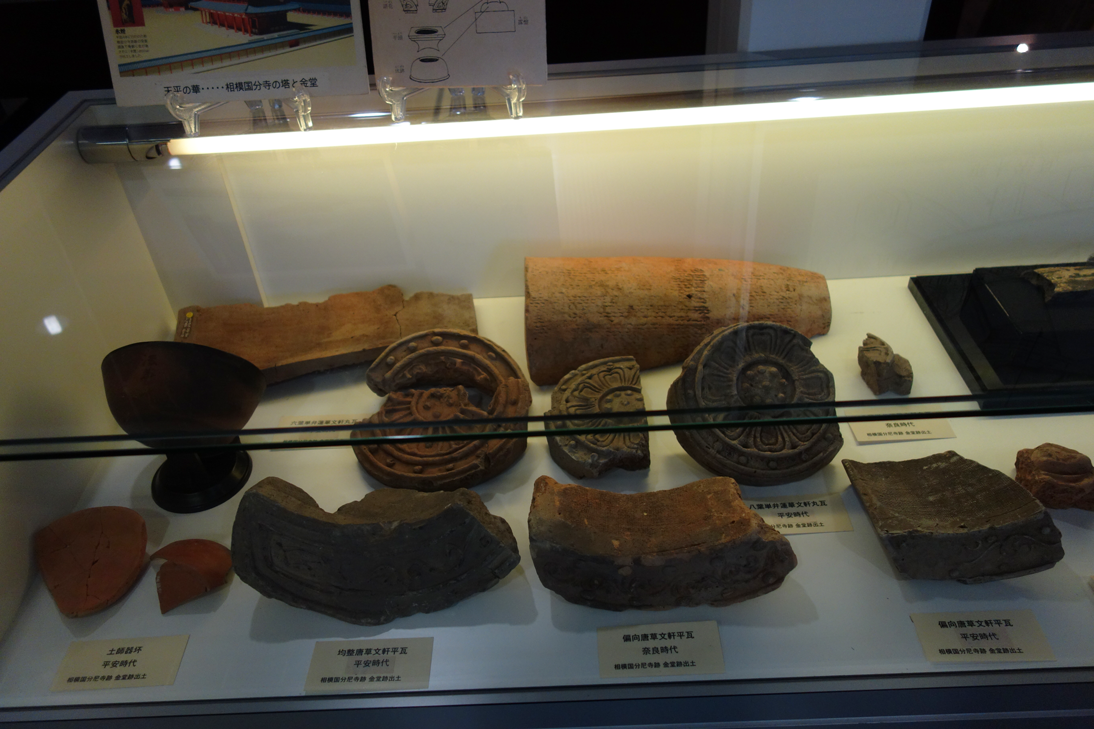
1階展示品 土器2
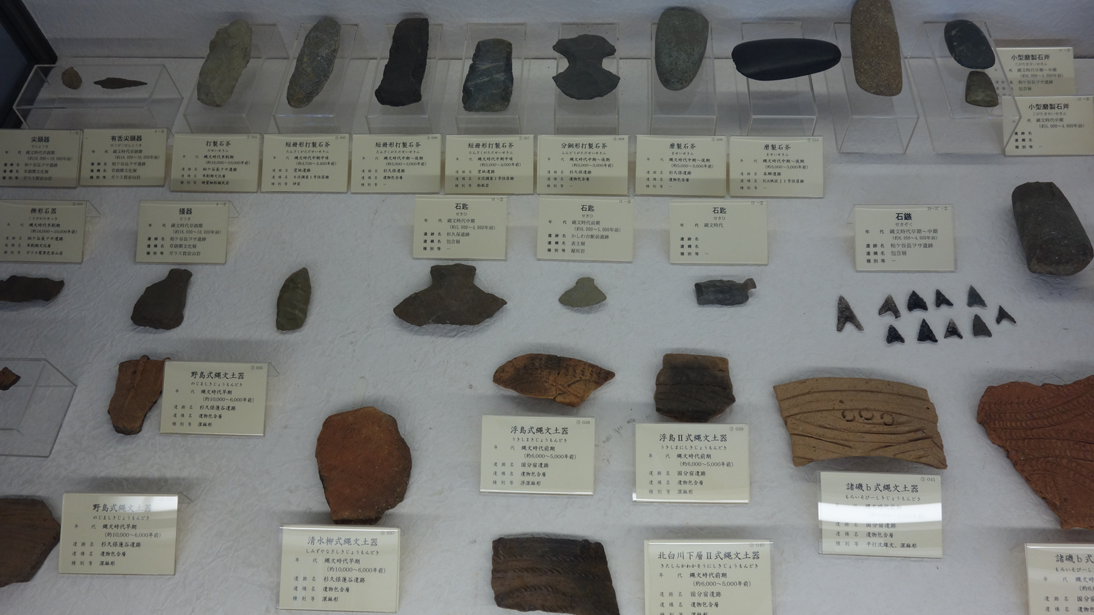
1階展示品 土器3
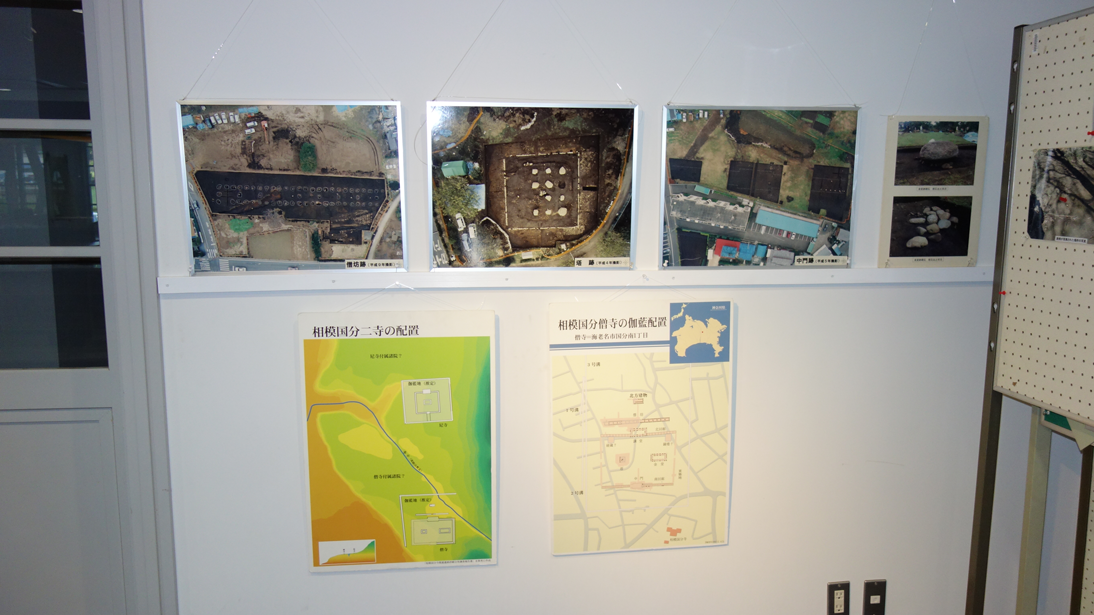
1階展示品 相模国分寺発掘
2階展示品  衣
2階展示品  食
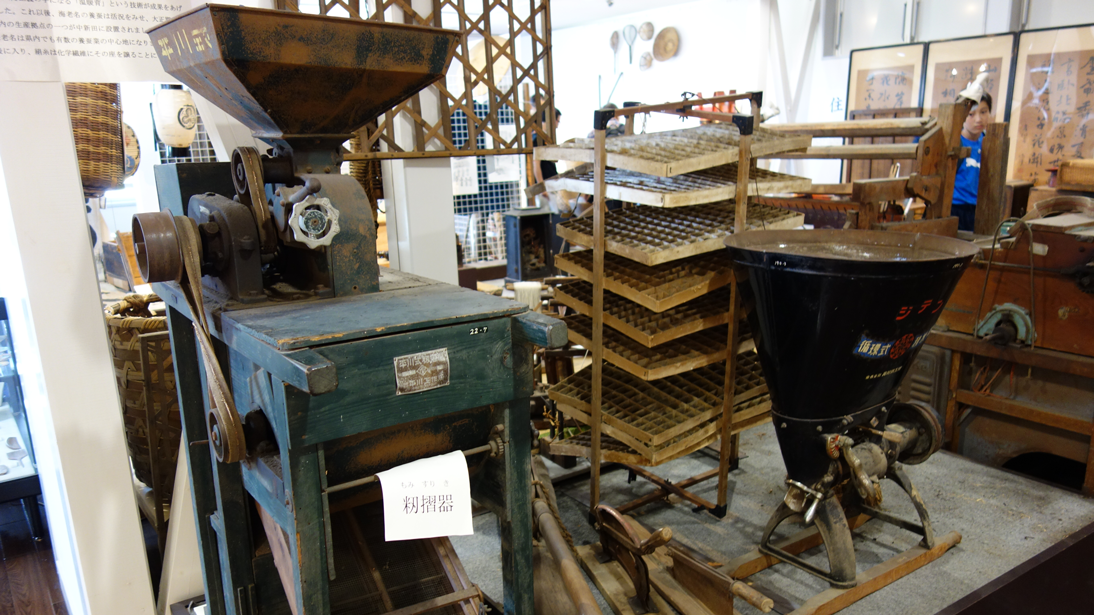
2階展示品 籾摺機
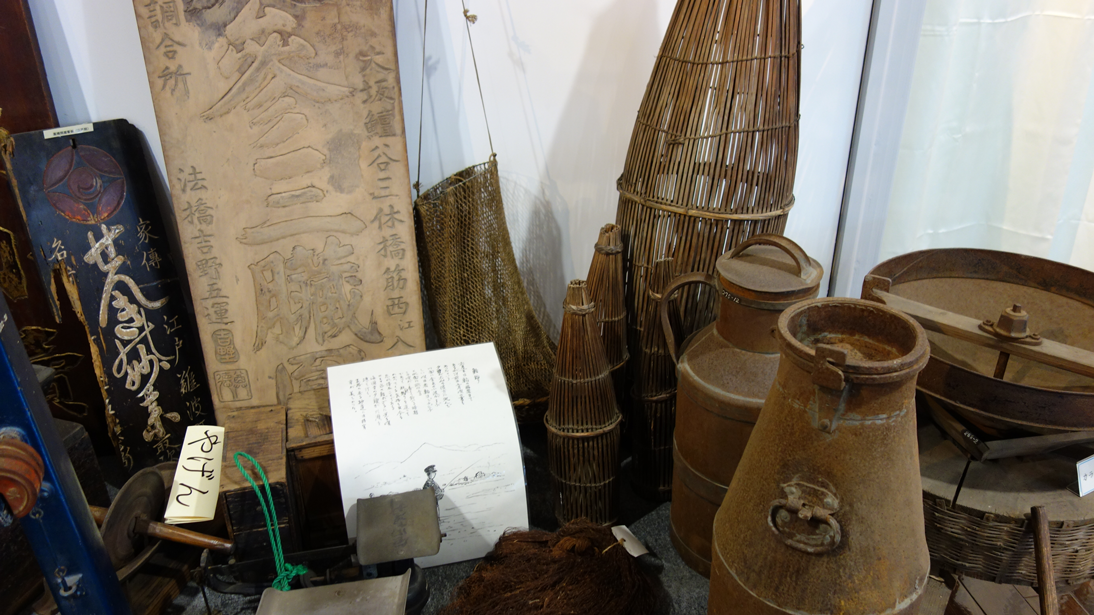
2階展示品
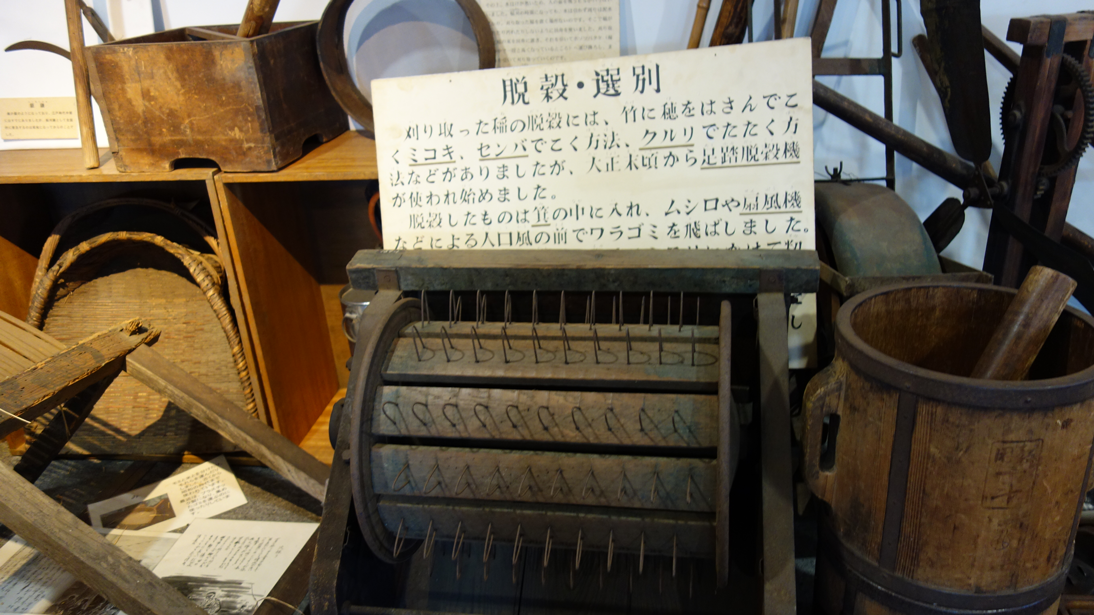
2階展示品 脱穀機
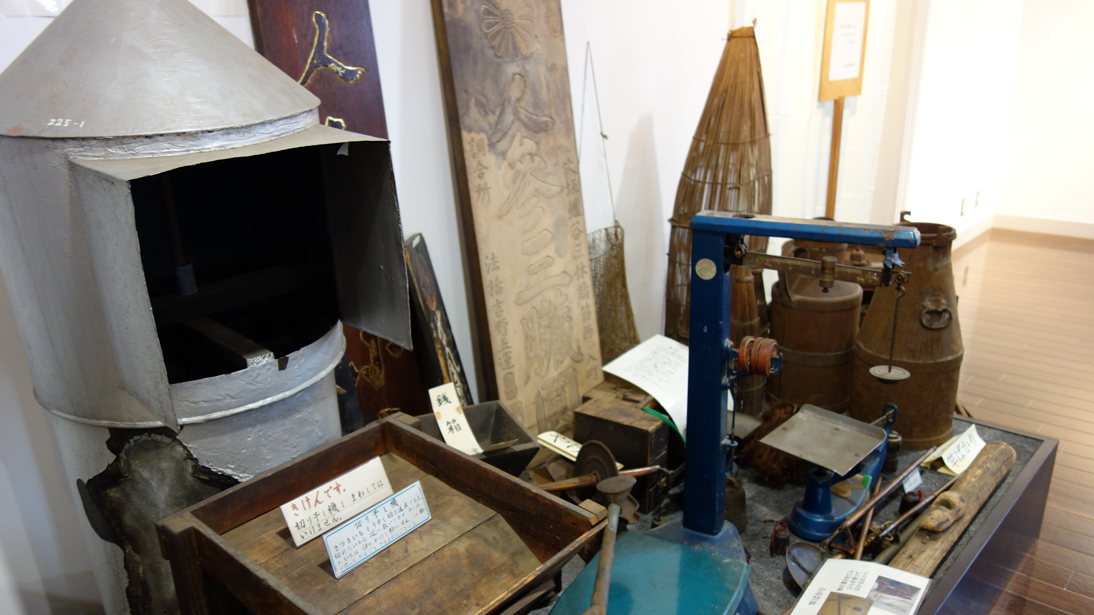
2階展示品 切り干し機
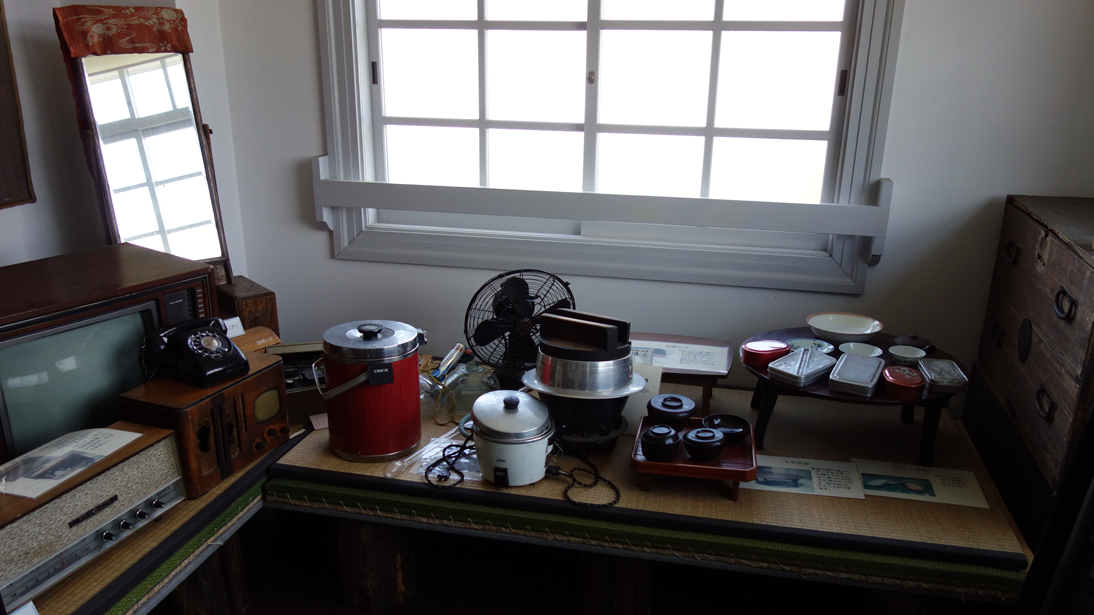
2階展示品 食卓
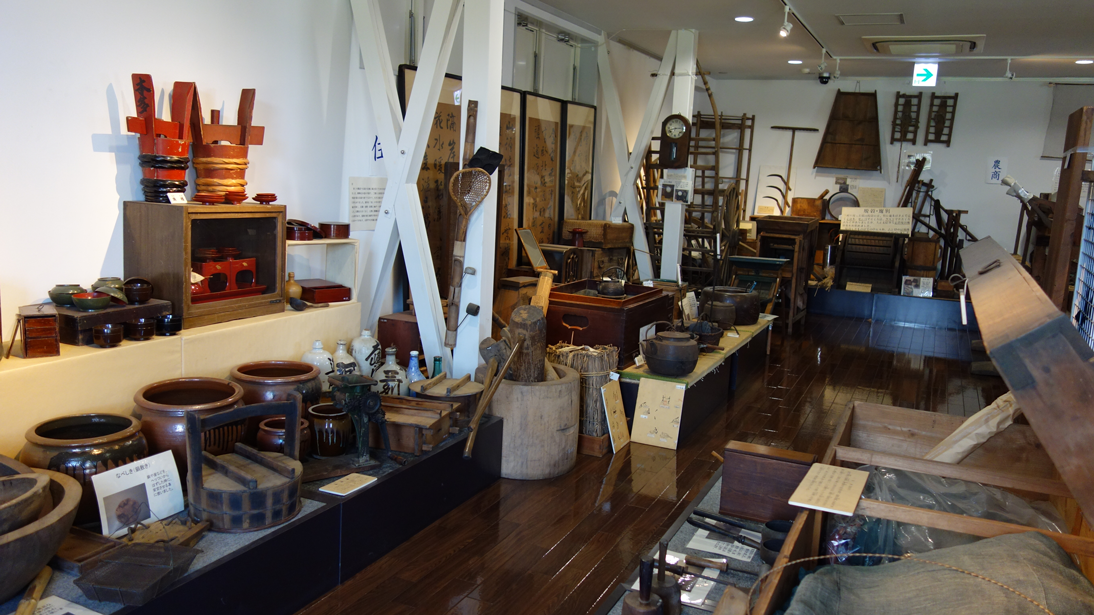
2階展示品 台所

## 交通アクセス
- 鉄道
  - 相模鉄道本線・小田急電鉄小田原線 海老名駅下車 徒歩9分
  - JR相模線 海老名駅下車 徒歩13分
- バス
  - 海老名市コミュニティバス  国分ルート「相模国分寺跡」バス停下車 徒歩1分